# Murano

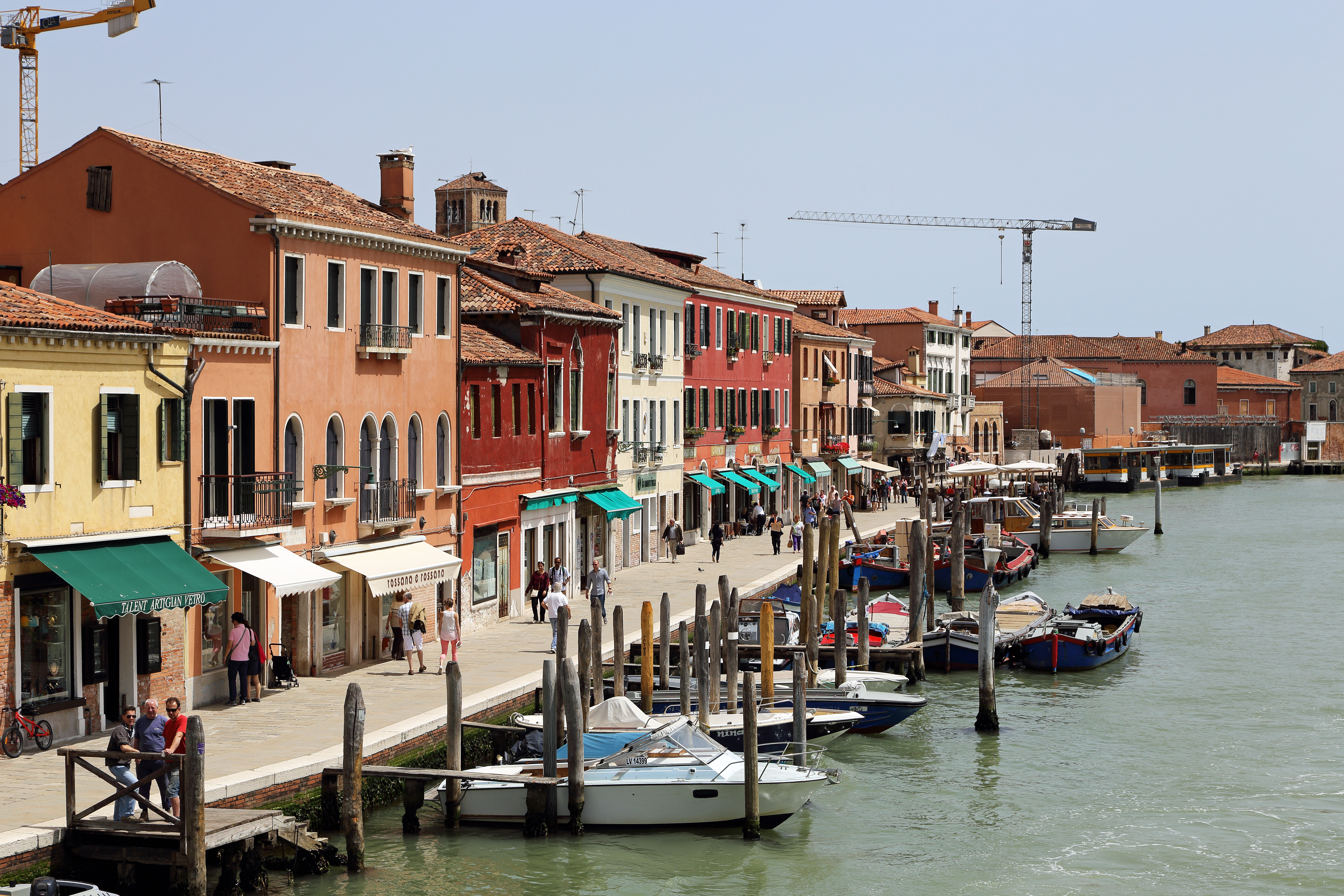
Pobřeží Canale Punto Lungo

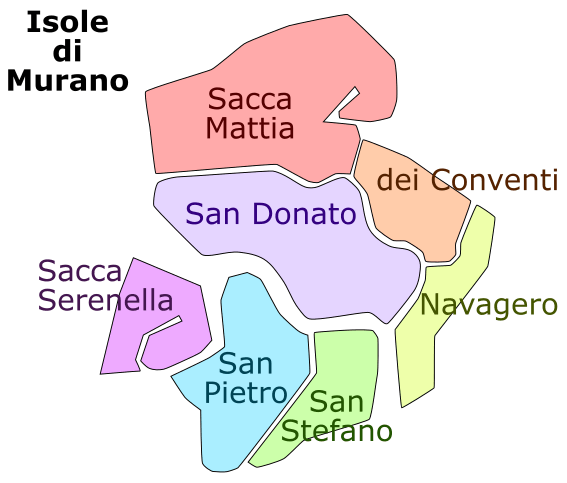
Mapa

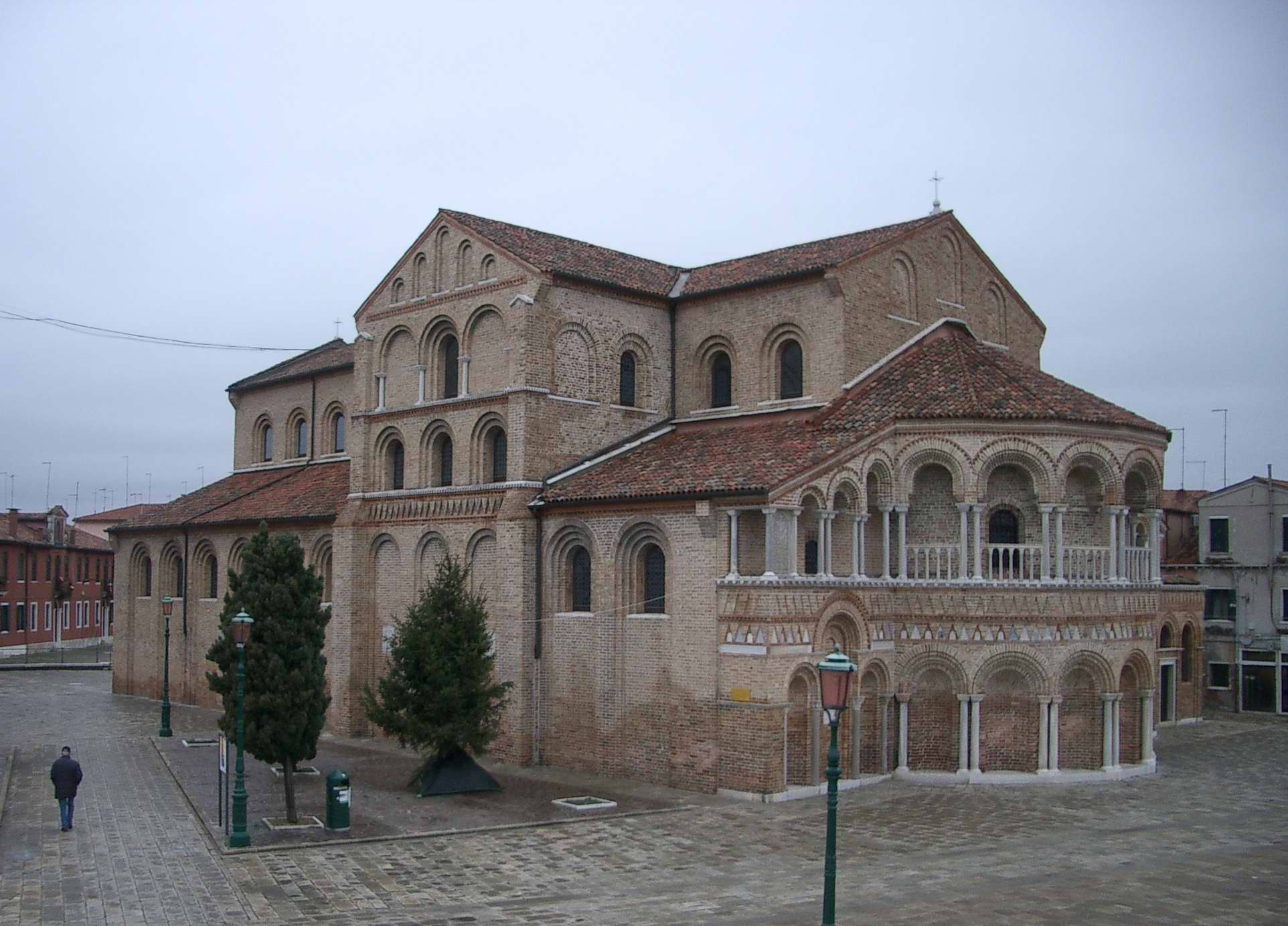
Bazilika Panny Marie a sv. Donáta

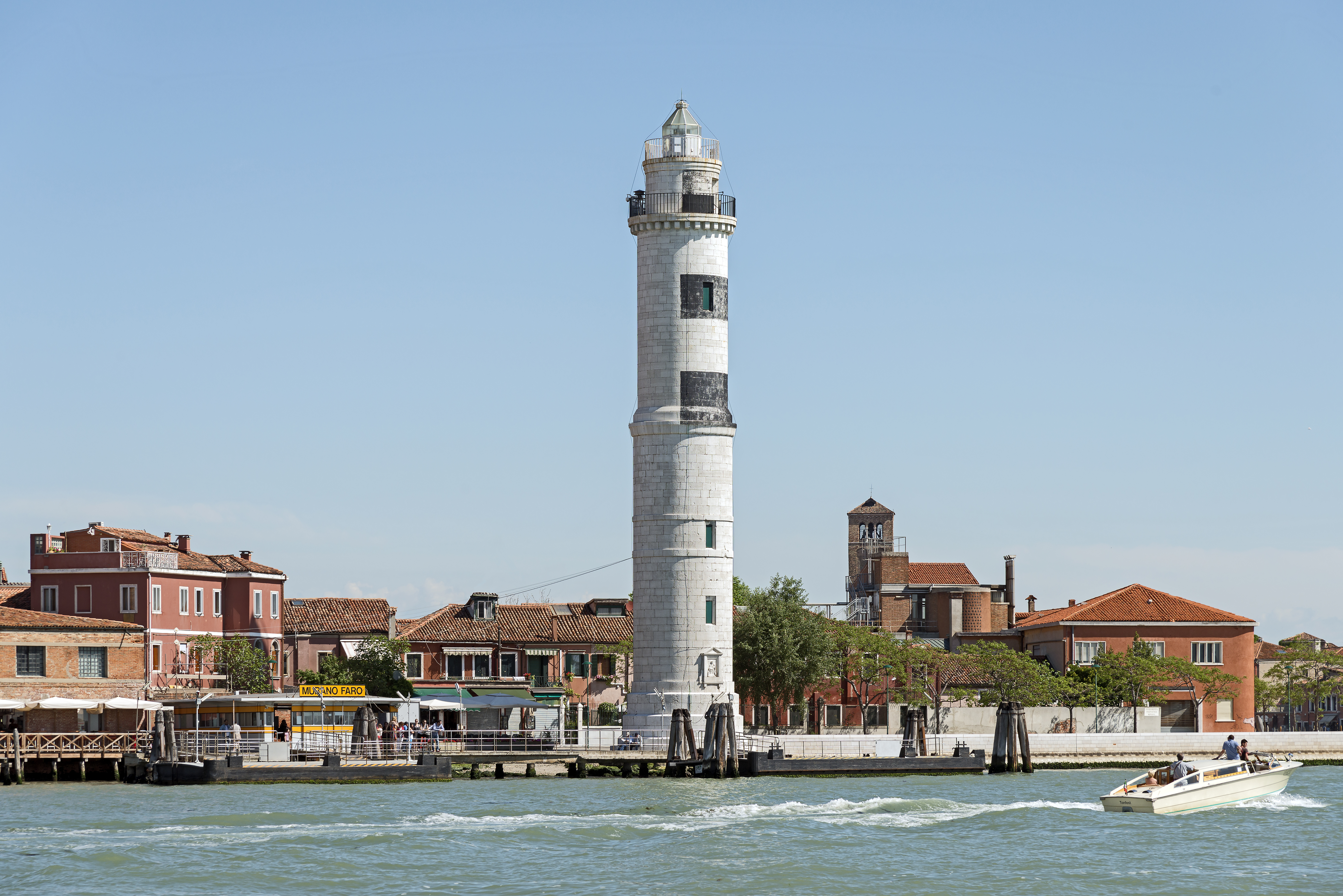
Maják a rozhledna

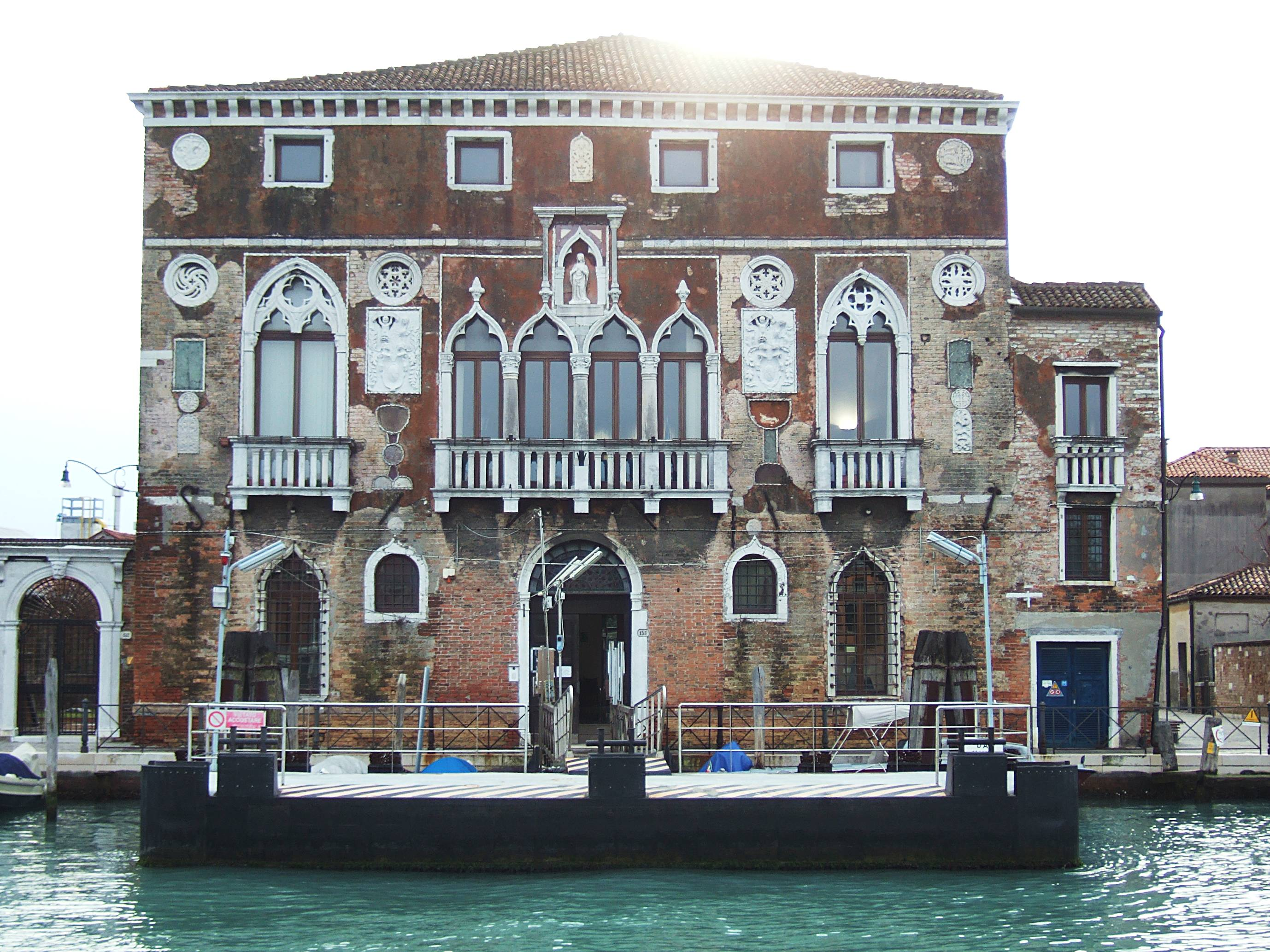
Palác rodiny Mula

Murano je souostroví v Benátské laguně Jaderského moře, ležící 1,5 km severovýchodně od města Benátky. Má celkovou rozlohu 1,17 km² a obývá ho necelých pět tisíc lidí. Ostrovy jsou známy tradiční výrobou skla.

## Historie
Intenzívní osídlení souostroví se datuje do období římské antiky, kdy čtyři ostrovy Benátské laguny tvořily jednu obec Quatri d'Altini. V 1.-4. století byli zdejší obyvatelé řemeslníky, rybáři a obchodníky, obchodujícími zejména s Ravennou. Rozšířila se také produkce mořské soli. Z té doby se dochovala zejména keramika, protože všechny stavby byly v polovině 5. století zničeny při nájezdech Hunů, vedených Attilou.
První výroba skla je doložena v 10. století. Ve 12. století zde kamaldulové založili klášter Monastero di S. Michele di Murano, v němž žil známý kartograf Fra Mauro nebo pozdější papež Řehoř XVI. Klášter zanikl za napoleonských válek.
V roce 1291 vydal benátský dóže nařízení, aby se všichni výrobci benátského skla přestěhovali kvůli nebezpečí požáru na Murano. Obyvatelé nesměli ostrov opustit také proto, že jejich sklářské techniky byly pečlivě střeženým tajemstvím se strategickým významem pro export skla Benátské republiky. Skláři díky svému umění a výlučnosti bohatli, roku 1411 založili vlastní bratrstvo a obdrželi rozsáhlá privilegia, například právo nosit meč. Proslavila je nejprve výroba tenkostěnného foukaného picího skla benátského typu, tj. z dokonale čiré skloviny s vetkávaným bílým nebo červeným vláknem. Dále se specializovali na výrobu barevných skleněných perel, pestrobarevných millefiori a sekaných kaménků pro skleněnou mozaiku. Z malířů skla se rekrutovala samostatná muránská malířská škola reprezentovaná rodinou Vivarini. V renesanční době zavedli novou technologii výroby olovnatého skla zvaného křišťál s facetovým broušením napodobujícím brus diamantu. Jejich technologii brzy rozvinuli zejména čeští skláři. V době barokní se přidala výroba lustrů a rámů zrcadel z ručně tvarovaného skla.

## Doprava
Z Benátek je na souostroví spojení pravidelnými linkami vaporetta i vodní taxislužbou. Má dvě zastávky: Faro (maják) a Colonna (sloup).

## Pamětihodnosti
- Basilica Santa Maria e San Donato – kostel Panny Marie a sv. Donáta, románsko-byzantská stavba ze 12. století s byzantskou mozaikovou podlahou, dominanta severního pobřeží
- Basilica San Pietro Martire – gotický kostel sv. Petra s kampanilou, dominanta jižního panoramatu
- Museo del vetro – muzeum skla a bižuterie
- Palazzo da Mula – nejlépe dochovaná světská stavba na souostroví, gotická architektura z bílého istrijského mramoru
- Faro- maják středověkého původu, několikrát přestavovaný, obložený bílým mramorem, sloužil od 14. století k orientaci obchodníků, od 19. století jako rozhledna
- Památník spisovatele a dramatika Itala Sveva, který zde prožil jedno tvůrčí období

## Zajímavosti
- Zdejší skláře povolal císař Karel IV. ke zhotovení mozaiky na Zlaté bráně katedrály sv. Víta v Praze
- Ve Varšavě je čtvrť nazvaná Muranów podle paláce, který postavil muranský rodák Simone Giuseppe Belotti.